# Amazonaszwergkauz
Der Amazonaszwergkauz (Glaucidium hardyi) auch Amazonas-Zwergkauz oder Amazonas-Sperlingskauz ist eine kleine Eulenart aus der Gattung der Sperlingskäuze. Die Art kommt nur in Südamerika vor. Sie wurde erst 1989 wissenschaftlich beschrieben.

## Erscheinungsbild
Der Amazonaszwergkauz erreicht eine Körpergröße von etwa 14 bis 15 Zentimetern. Federohren fehlen, der Schwanz ist verhältnismäßig kurz, während die Flügel lang sind, aber eine gerundete Spitze besitzen. Der Oberkopf und der Nacken sind auffällig grauer als der durchgehend braune Mantel und Rücken. Die Flügeloberdecken sind dagegen leicht blass gefleckt. Auf dem Oberkopf findet sich eine Vielzahl kleiner weißlicher Punkte. Im Nacken zeigt er ein auffälliges Occipitalgesicht. Die Körperunterseite ist weißlich mit rötlichbraunen Längsstreifen. Die Brustseiten sind rötlich-braun gefleckt. Die Augen sind leuchtend gelb.
Im Verbreitungsgebiet des Amazonaszwergkauzes kommen mehrere weitere Sperlingskauz-Arten vor, mit denen dieser verwechselt werden kann. Der Brasilzwergkauz ist deutlich größer mit einem längeren Schwanz. Der Kleinstzwergkauz hat einen braunen, nicht grauen Kopf und ist auf dem Oberkopf weniger stark gepunktet. Die Kreischeulen im Verbreitungsgebiet sind deutlich größer und haben allesamt Federohren.

## Verbreitungsgebiet und Lebensraum
Das Verbreitungsgebiet des Amazonaszwergkauzes ist das Amazonasgebiet in Südamerika. Er kommt von Venezuela über die beiden Guayanas bis in den Norden von Brasilien sowie den Osten von Ecuador, Peru und den Nordosten von Bolivien vor. Er ist ein Standvogel, der überwiegend die primären Regenwälder des Amazonasgebiets besiedelt. Seine Höhenverbreitung reicht bis zu 850 Meter über Meeresniveau. Er lebt überwiegend in den Baumwipfeln, wo die Äste reich mit Epiphyten bewachsen sind.

## Lebensweise
Wie viele andere amerikanische Sperlingskauz-Arten ist der Amazonaszwergkauz teiltagaktiv. Sein Nahrungsspektrum besteht überwiegend aus Insekten. Vermutlich schlägt er aber auch baumbewohnende kleine Säugetiere sowie Vögel und Eidechsen. Die Fortpflanzungsbiologie dieser Art ist bislang nicht abschließend untersucht.

## Etymologie und Forschungsgeschichte
Die Erstbeschreibung des Amazonaszwergkauzes erfolgte 1989 durch Jacques Marie Edme Vielliard unter dem wissenschaftlichen Namen Glaucidium hardyi. Das Typusexemplar wurde am 18. April 1983 in Presidente Médici im Bundesstaat Rondônia gesammelt. Bereits 1832 führte Friedrich Boie die für die Wissenschaft neue Gattung Glaucidium ein. Dieser Name leitet sich von γλαυξ (glaux) für Eule ab. Der eigentliche Name ist die Diminutivform und bedeutet deshalb kleine Eule. Der Artname hardyi ist Vielliards Kollegen John William Hardy (1930–2012) gewidmet.

## Belege

### Einzelbelege
1. ↑   König et al., S. 407
2. 1 2  Jacques Marie Edme Vielliard (1989), S. 692.
3. ↑  Friedrich Boie (1832), S. 970.
4. ↑  Glaucidium The Key to Scientific Names Edited by James A. Jobling